# 五代史纂誤
《五代史纂误》，北宋史学家吴缜著，原書5卷，一說是劉恕之子劉羲仲所著，用於糾舉歐陽脩《新五代史》中的錯誤：“欧阳脩《五代史》，义存褒贬，而考证则往往疏舛。如司马光《通鉴考异》所辨晋王三矢付庄宗等事，洪迈《容斋三笔》所摘失载朱梁轻赋等事，皆讹漏之甚者。”。又《新五代史》记杜晓“开平二年拜中书侍郎同中书门下平章事”，《五代史纂误》稱：“今按本纪，开平三年九月辛亥，翰林学士承旨、工部侍郎杜晓为户部侍郎、同中书门下平章事，与传不合，未知孰是。”清人邵晋涵《旧五代史考异》亦稱：“杜晓入相之岁，《欧阳史》纪作三年，传作二年，吴缜已辨其误。”又如《杨涉传》云：“祖收，父严。”吴缜《纂误》云：“收与严乃兄弟，非父子也。”
南宋绍兴八年（1138年），湖州知府宇文時中將《五代史纂誤》與《新唐书纠谬》二書合刻於吴兴，附於《新唐书》、《新五代史》之末卷。此書於清代已失传，後從《永乐大典》中辑出5卷，约存原书十之五六。詳見於《四库全书总目提要》卷四十六〈史部二〉。清代吴兰庭撰《五代史记纂误补》六卷，是吴缜《纂误》之续作。